# Germán Samper Gnecco
Germán Samper Gnecco (Bogotá, 18 de abril de 1924-22 de mayo de 2019) fue un arquitecto colombiano. Considerado uno de los mejores arquitectos en la historia de Colombia, fue reconocido por la construcción de diversos edificios en varias ciudades colombianas como socio de firmas arquitectónicas o en forma independiente.

## Biografía

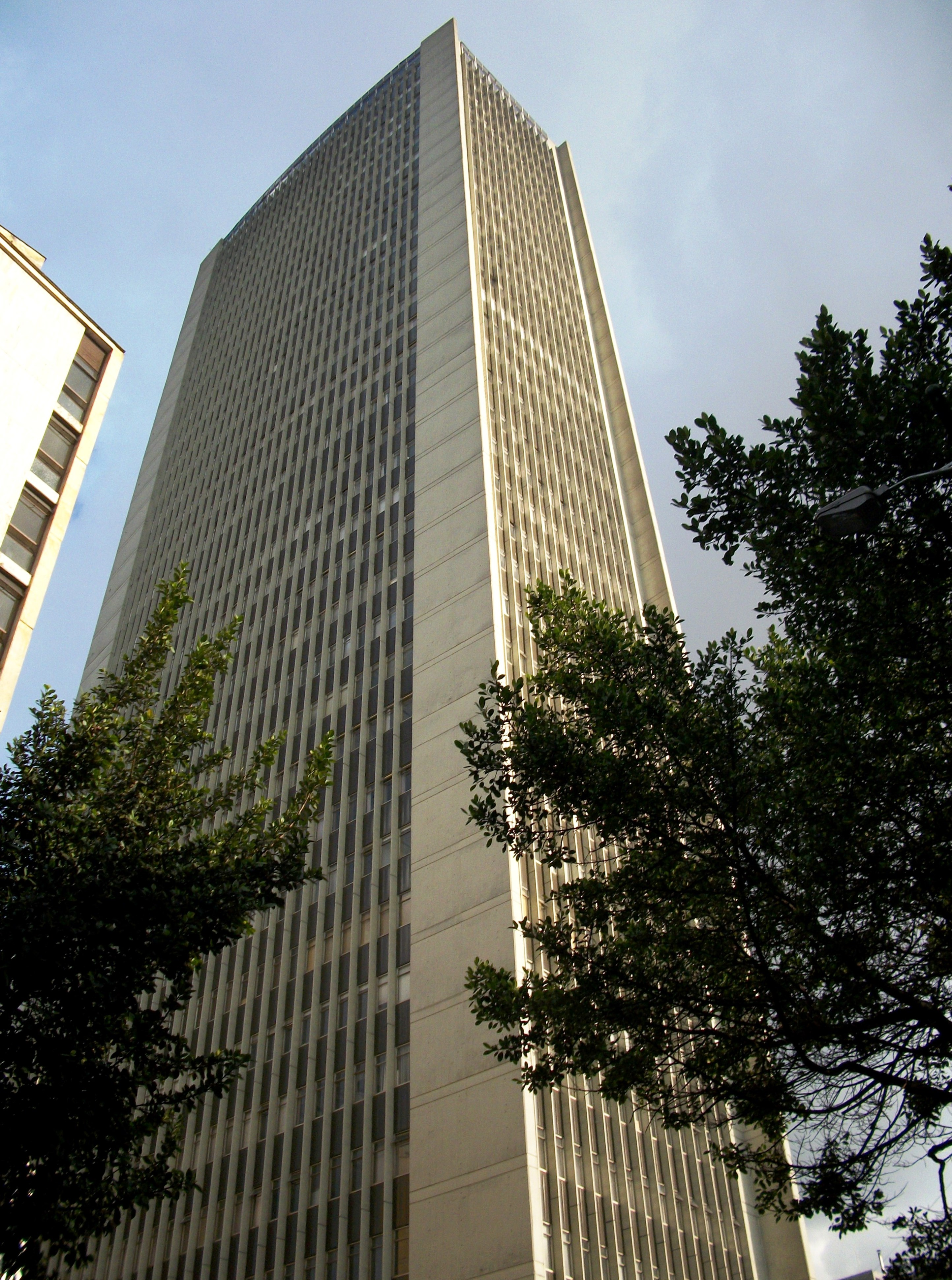
Edificio Avianca.

Perteneciente a la familia Samper. Era hijo de Eduardo Samper Ortega y de Ana Gnecco Fallon. Su tío Daniel Samper Ortega fue uno de los restauradores de la Biblioteca Nacional de Colombia y su bisabuelo fue el político Miguel Samper Agudelo, quien fuera candidato presidencial en 1898 y ministro de hacienda en dos ocasiones. Era tío del expresidente Ernesto Samper, del periodista y escritor Daniel Samper Pizano y del arquitecto Daniel Bermúdez.
Estudió arquitectura en la Universidad Nacional de Colombia, donde obtuvo el título en 1948. Durante sus estudios conoció al arquitecto suizo Le Corbusier, con quien trabajó en Europa e India hasta 1954. En conversación con el arquitecto chileno Nicolás Valencia en 2015, Samper recordó su relación con Le Corbusier: "Él nos dijo 'No lleven cámara fotográfica, el arquitecto tiene que aprender a dibujar'. Lo que al arquitecto le llama la atención, hay que dibujarlo”.
A su regreso a Colombia se asoció con los arquitectos Rafael Esguerra García, Álvaro Sáenz Camacho y Rafael Urdaneta Holguín para conformar la firma Esguerra, Sáenz, Urdaneta y Samper, en la cual tuvo a su cargo diversos proyectos como la Biblioteca Luis Ángel Arango en 1957, el Museo del Oro en 1963, el edificio Avianca en 1968, el Centro Coltejer de Medellín en 1972, el Centro de Convenciones de Cartagena en 1982, entre otros. Fue elegido en tres oportunidades representante al Concejo de Bogotá.
Algunos de sus proyectos más destacados han sido la Biblioteca Luis Ángel Arango, el Edificio Avianca, el Museo del Oro, el Centro Coltejer, la sede del diario El Tiempo ubicada en la avenida El Dorado de Bogotá, la Ciudadela Colsubsidio, el Centro de Convenciones de Cartagena, el Banco de la República y el edificio de Avianca de Barranquilla, entre otros, varios de ellos merecedores de premios de arquitectura.
En 1995 se retiró de la firma Esguerra, Sáenz y Samper, y se asoció con su hija, la arquitecta Ximena Samper para conformar la firma GX Samper Arquitectos, donde diseñó proyectos urbanísticos, comerciales, institucionales y de vivienda, entre los que se destaca la Ciudadela Colsubsidio. Su experiencia diseñando áreas residenciales para viviendas sociales y para estratos medios fue extensamente abordado en Casa+casa+casa= ¿ciudad? – Germán Samper, Una investigación en vivienda, un proyecto de María Cecilia O'byrne y Marcela Ángel Samper.
Samper fue profesor en diferentes universidades de Colombia, México, Ecuador y Panamá. Fue decano de arquitectura en la Universidad de Los Andes entre 1956 y 1959. Obtuvo el Premio Nacional de Arquitectura en 1970 y en 1973, el premio Bienal de Arquitectura en 1984 y la gran orden al mérito del Ministerio de la Cultura en 2010. Obtuvo un doctorado honoris causa en 2011, otorgado por la Universidad de Los Andes. En 2011 recibió el Premio Lápiz de Acero Vida & Obra, siendo la quinta persona en recibir esta condecoración.